# Matjuschkin-Nunatakker
Die Matjuschkin-Nunatakker (russisch Нунатаки Матюшкина Nunataki Matjuschkina) sind eine Gruppe von Nunatakkern im ostantarktischen Mac-Robertson-Land. In der Aramis Range der Prince Charles Mountains ragen sie südwestlich der Hall-Nunatakker auf.
Russische Wissenschaftler benannten sie. Namensgeber ist der russische Arktisreisende Fjodor Fjodorowitsch Matjuschkin (1799–1872).